# レオポルト・ホフマン

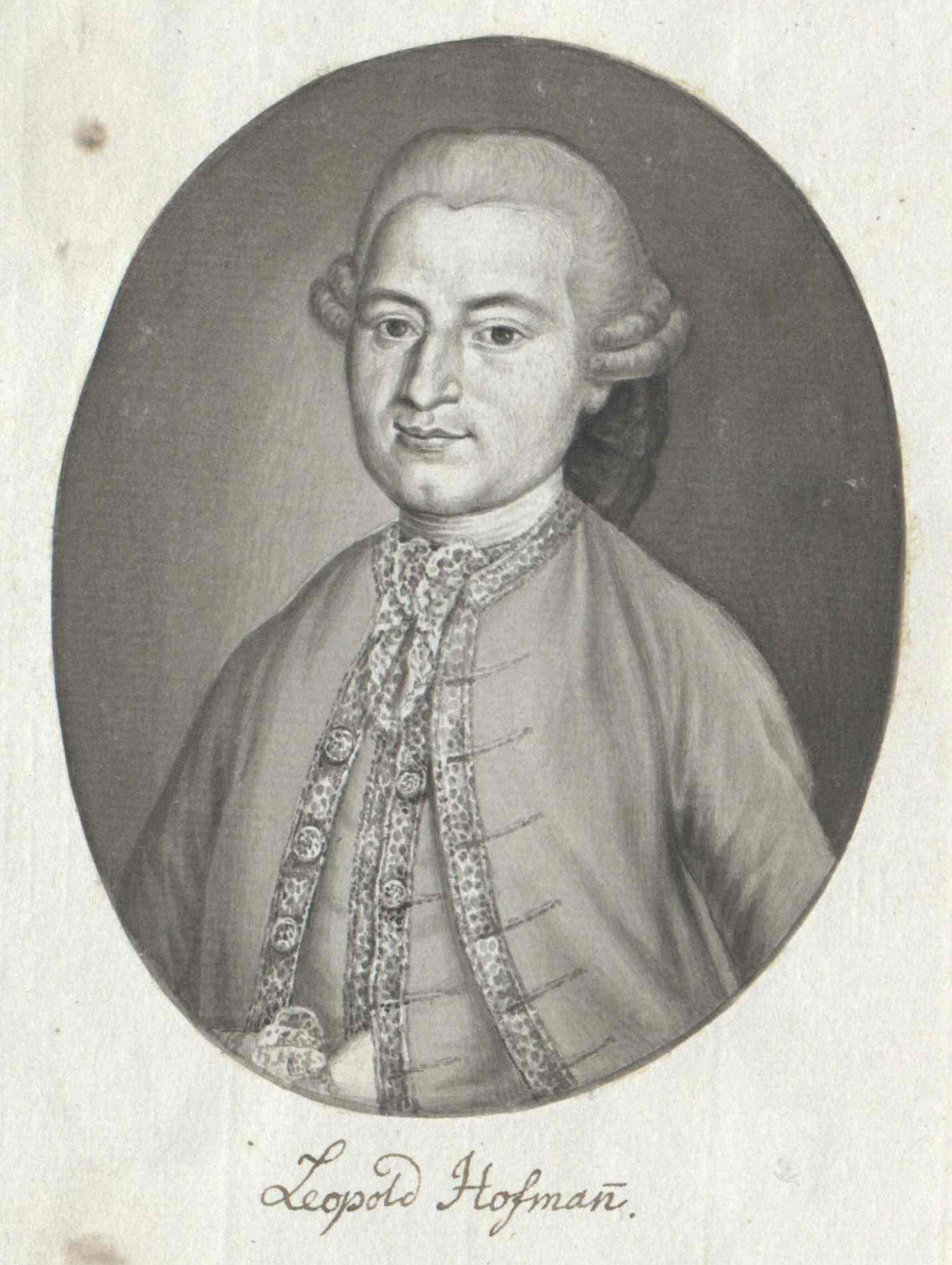
レオポルト・ホフマン

レオポルト・ホフマン（Leopold Hofmann、1738年8月14日 ウィーン - 1793年3月17日 ウィーン）は、オーストリア・古典派音楽の作曲家、ヴァイオリン奏者、ウィーンのシュテファン大聖堂楽長。幻想文学のE.T.A.ホフマンは作曲もよくしたので混同されるが、別人である。

## 生涯
1738年、レオポルトは高学歴を持った宮廷官吏の息子としてウィーンに生まれる。7歳でエリーザベト・クリスティーネ皇太后の礼拝堂合唱団員となった。その後、ゲオルク・クリストフ・ヴァーゲンザイルとヴァイオリン奏者のジュセッペ・トラーニ（1707-1797）の生徒となり、ヴァイオリン・ハープシコード・作曲を学んだ。
1758年、聖ミヒャエル教会の 「音楽家 musicus」 の地位を得た。1764年には聖ピーター教会の合唱指揮者となり、1766年には楽長になったことが知られている。また1769年にはオーストリア皇室の音楽教師となり、王室の子どもにヴァイオリンや鍵盤楽器を教えた。
1772年、シュテファン大聖堂の楽長となる。
1791年、ホフマンの要請でモーツァルトが俸給のない副楽長に任命された。当時ホフマンは病床にあり、モーツァルトはホフマンが逝去すれば楽長に就任できると期待した。しかしホフマンは病気から回復し、1793年に死ぬまでシュテファン大聖堂の楽長を勤めた。モーツァルトは1791年に他界。楽長に就任することができず、ホフマンの死後、アルブレヒツベルガーが楽長に就任した。
ホフマンは同時代の作曲家たちに優れた作曲家として認められていて、フランツ・ヨーゼフ・ハイドンやグルックと同等に評価されていた。ウィーン市や皇室から授与された数々の賞がこれを証拠だてているし、ディッタースドルフなどは、ホフマンのことを特筆すべき作曲家と呼んでいる。ホフマンの死後ずっと後になって、19世紀のオットー・ニコライは彼のことをウィーン・ヴァイオリン楽派の創始者と呼んだ。ただハイドンだけは彼を評価せず、1781年のアルタリア出版社に向けた書翰ではホフマンのことを 「ホラ吹き」 と書いている。

## 作品
著名な作品としては、誤ってヨーゼフ・ハイドンのものとされていたニ長調のフルート協奏曲が挙げられる。これ以外の12曲のフルート協奏曲、宗教音楽とならんで、多数の協奏曲（ハープシコード・オーボエ・チェロ・ヴァイオリンなど）、室内楽、ディヴェルティメント、67曲の交響曲がある。1760年にはパリで6曲の交響曲が出版された。
現在は NAXOS レーベルから数種の CD が出されている。協奏曲は Badley 番号で明示されることが多い。英語版ウィキペディアに交響曲・協奏曲の一覧が出ている。
- 交響曲 ハ長調 Badley C8[4]
- 交響曲 ヘ長調 Badley F1[5]
- 交響曲 ヘ長調 Badley F2[6]
- ヴァイオリン協奏曲 変ロ長調 Badley Bb1
- ヴァイオリンとチェロの協奏曲 ト長調 Badley G1
- ヴァイオリン協奏曲 イ長調 Badley A2[7]
- チェロ協奏曲 ハ長調 Badley C1[8]
- チェロ協奏曲 ニ長調 Badley D3[9]
- フルート協奏曲 ニ長調 Badley D3[10]
- フルート協奏曲 ニ長調 Badley D4[11]
- フルート協奏曲 ト長調 Badley G3[12]
- フルート協奏曲 イ長調 Badley A2[13]